# Le Jeune Marin II
Le Jeune Marin II est un tableau réalisé par le peintre français Henri Matisse en 1906. Cette huile sur toile est le portrait fauve d'un marin. Exposée au Salon d'Automne de 1908 puis à l'Armory Show, elle est aujourd'hui conservée au Metropolitan Museum of Art, à New York.
Elle apparaît dans L'Atelier rouge, une toile que Matisse réalise en 1911 et qui représente son atelier à Issy-les-Moulineaux, décoré de plusieurs peintures antérieures encore en sa possession.

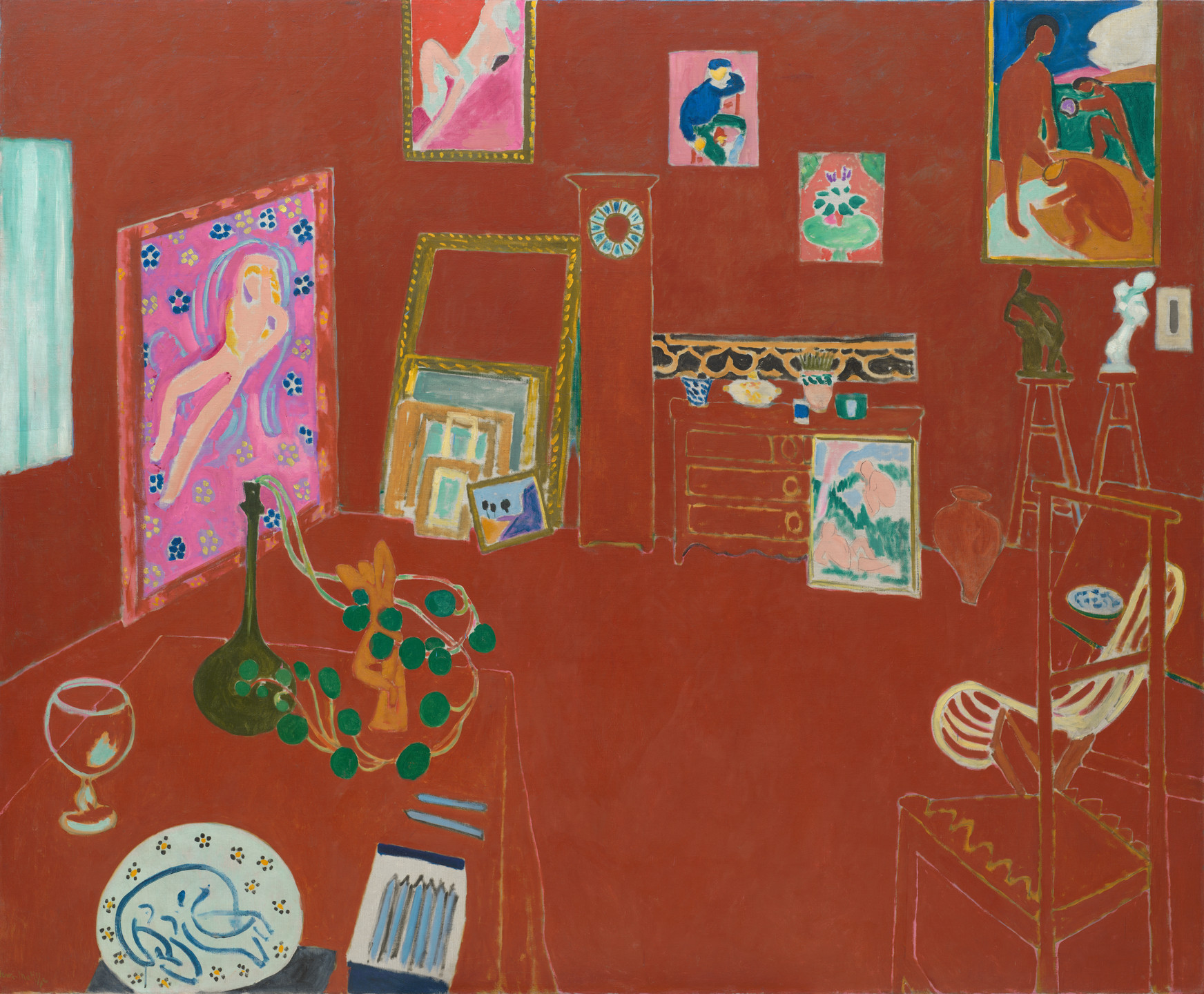
L'Atelier rouge, 1911 – Museum of Modern Art, New York.

## Expositions
- Salon d'Automne de 1908, Grand Palais, Paris, 1908.
- Armory Show, 1913.